# 哥吉拉對梅加洛
《哥吉拉對梅加洛》（日文原名：ゴジラ対メガロ）是1973年上映的日本電影，哥吉拉系列電影的第13部作品，觀眾人數約98萬人。
全部拍攝過程只耗費兩個星期，且由於預算有限，主要角色很少，也是整個系列電影裡唯一沒有女性角色的作品。

## 劇情概要
人類不斷的進行核武試爆，使得海底王國的人認為這已經干擾到他們的生活。因此派出怪獸梅加洛要毀滅地上世界，並且控制了人造機器人噴射傑格做為嚮導，不過人類終究奪回了噴射傑格的控制權，並且通知了哥吉拉來消滅這隻怪獸，沒想到海底人居然連絡了外星人幫忙，外星人派出蓋剛來幫助海底人，於是局面演變成了一場二對二的怪獸大戰。

## 登場怪獸
- 哥吉拉
- 噴射傑格
- 蓋剛
- 梅加洛

## 演員
- 伊吹吾郎：佐佐木勝彥
- 伊吹六郎：川瀨裕之
- 陣川：林ゆたか
- 黑衣男：富田浩太郎
- 灰衣男：大月ウルフ
- 防衛隊前線本部長：森幹太
- 西特匹亞司令：Robert Dunham（聲音：納谷悟朗）
- 哥吉拉：高木真二
- 梅加洛：伊達秀人
- 蓋剛：中山劍吾
- 噴射積格：駒田洋利、森正親

## 製作人員
- 監製：田中友幸
- 導演：福田純
- 特技導演：中野昭慶
- 劇本：福田純
- 音樂：真鍋理一郎
- 主題歌：「ゴジラとジェットジャガーでパンチ・パンチ・パンチ」（演唱：子門真人）
- 協力：本田技研工業